# A Question of Lust
A Question of Lust är en låt av den brittiska gruppen Depeche Mode. Det är gruppens sextonde singel och den andra från albumet Black Celebration. Singeln släpptes den 14 april 1986 och nådde som bäst 28:e plats på den brittiska singellistan.
Singeln är den andra med Martin Gore på sång. De övriga är "Somebody" och "Home".
Musikvideon regisserades av Clive Richardson.

## Utgåvor och låtförteckning
Alla låtar är komponerade av Martin Gore, utom "Christmas Island" av Martin Gore och Alan Wilder och "If You Want" av Alan Wilder.

### 7": Mute / 7Bong11 (UK)
1. "A Question of Lust" – 4:29
2. "Christmas Island" – 4:51

### 12": Mute / 12Bong11 (UK)
1. "A Question of Lust" – 4:29
2. "Christmas Island (Extended)" – 5:37
3. "People are People (Live)" – 4:21
4. "It Doesn't Matter Two (Instrumental)" – 2:49
5. "A Question of Lust (Minimal)" – 6:46

### Kassett: Mute / CBong11 (UK)
1. "A Question of Lust (Flood Mix)" – 5:08
2. "Christmas Island" – 4:51
3. "If You Want (Live)" – 5:16
4. "Shame (Live)" – 4:13
5. "Blasphemous Rumours (Live)" – 5:25

### CD: Mute / CDBong11 (UK)
1. "A Question of Lust" – 4:29
2. "Christmas Island" – 4:51
3. "Christmas Island (Extended)" – 5:37
4. "People are People (Live)" – 4:21
5. "It Doesn't Matter Two (Instrumental)" – 2:49
6. "A Question of Lust (Minimal)" – 6:46

### 7": Sire / 7-28697-DJ (US)
1. "A Question of Lust" [edit] – 4:11
2. "A Question of Lust (Robert Margouleff Remix)" – 3:50

### 12": Sire / 0-20530 (US)
1. "A Question of Lust (Minimal)" – 6:47
2. "Black Celebration (Live)" – 6:05
3. "A Question of Time (Extended Remix)" – 6:38
4. "Something to Do (Live)" – 3:50

### 12": Intercord / INT 126.844 (L12Bong11) (GER)
1. "A Question of Lust (Flood Mix)" – 5:08
2. "Christmas Island" – 4:51
3. "If You Want (Live)" – 5:16
4. "Shame (Live)" – 4:13
5. "Blasphemous Rumours (Live)" – 5:30

### CD: Intercord / INT 826.841 (GER)
1. "A Question of Lust" – 4:29
2. "Christmas Island (Extended)" – 5:37
3. "People are People (Live)" – 4:21
4. "It Doesn't Matter Two (Instrumental)" – 2:49
5. "A Question of Lust (Minimal)" – 6:46

### CD: Virgin / 30167 (FRA)
1. "A Question of Lust (Flood Mix)" – 5:08
2. "Christmas Island" – 4:51
3. "If You Want (Live)" – 5:16
4. "Shame (Live)" – 4:13
5. "Blasphemous Rumours (Live)" – 5:30